# 노모 히데오
노모 히데오(일본어: 野茂 英雄, のも ひでお, 1968년 8월 31일~)는 일본의 은퇴한 야구 선수이다.

## 생애
오사카부 오사카시 미나토 구 출신으로 사회인 야구팀인 신일본제철에서 활약을 하여 1988년 서울 올림픽 일본 대표팀 선수로 출전, 팀의 은메달 획득에 공헌을 하였다. 1989년 드래프트 회의에서 1순위로 지명을 받아 긴테쓰 버펄로스에 입단하여 데뷔 첫 해인 1990년에 시즌 최다인 18승과 2.91의 평균자책점, 287탈삼진, 6할9푼2리의 최고 승률을 연거푸 기록하여 신인왕과 MVP를 석권하였다. 5년간 일본에서의 선수생활을 마치고 메이저 리그 진출을 선언하여 1995년 로스앤젤레스 다저스에 입단하였다. 입단 첫 해 13승 6패의 성적과 평균자책점 2.54의 좋은 성적으로 그 해 신인상을 수상하는 등 훌륭한 활약을 보였으며, 타자에게 등을 보이는 꽈배기 스타일의 독특한 투구폼과 낙차 큰 포크볼로 리그 정상급 투수로 자리매김하였다. 2008년 시즌을 끝으로 선수 생활을 은퇴했다.

## 상세 정보

### 출신 학교
- 오사카 부립 세이조 공업 고등학교

### 선수 경력
사회인 시대
- 신일본제철

NPB
- 긴테쓰 버펄로스(1990년 ~ 1994년)

MLB
- 로스앤젤레스 다저스(1995년 ~ 1998년)
- 뉴욕 메츠(1998년)
- 밀워키 브루어스(1999년)
- 디트로이트 타이거스(2000년)
- 보스턴 레드삭스(2001년)
- 로스앤젤레스 다저스(2002년 ~ 2004년)
- 탬파베이 데블 레이스(2005년)
- 캔자스시티 로열스(2008년)

국가대표 경력
- 1988년 서울 올림픽 일본 국가대표

### 수상·타이틀 경력

#### 타이틀
NPB
- 다승왕 : 4회(1990년 ~ 1993년)
- 최고 승률 : 1회(1990년)
- 최우수 평균 자책점 : 1회(1990년)
- 최다 탈삼진 : 4회(1990년 ~ 1993년)

MLB
- 최다 탈삼진 : 2회(1995년, 2001년)

#### 수상
NPB
- 신인왕(1990년)
- MVP : 1회(1990년)
- 베스트 나인 : 1회(1990년)
- 사와무라 에이지상 : 1회(1990년)
- 월간 MVP : 2회(1990년 6월, 1992년 8월)
- 일본 프로 스포츠 대상(1990년)
- 호치 프로 스포츠 대상(1990년)
- 넘버 MVP상(1990년)

MLB
- 신인왕(1995년)
- 월간 MVP : 2회(1995년 6월, 1996년 9월)

### 개인 기록

#### 첫 기록(NPB)
- 첫 등판·첫 선발 : 1990년 4월 10일, 대 세이부 라이온스 1차전(후지이데라 구장), 6이닝 4실점에서 패전 투수
- 첫 탈삼진 : 상동, 1회초에 기요하라 가즈히로로부터
- 첫 승리·첫 완투 승리 : 1990년 4월 29일, 대 오릭스 브레이브스 5차전(한큐 니시노미야 구장), 9이닝 2실점
- 첫 완봉 승리 : 1990년 6월 24일, 대 닛폰햄 파이터스 13차전(도쿄 돔)

#### 기록 달성 경력(NPB)
- 통산 1000탈삼진 : 1993년 8월 27일, 대 오릭스 블루웨이브 16차전(그린 스타디움 고베), 5회말에 다카하시 사토시로부터 ※역대 90번째(사상 최고 속도 : 871회)
- 통산 1000투구 이닝 : 1994년 5월 31일, 대 세이부 라이온스 9차전(후지이데라 구장) ※역대 253번째

#### 기타
- 1경기 17탈삼진 달성 당시 프로 야구 타이 기록(1990년 4월 29일)
- 1경기 개인 최다 볼넷 16개 프로 야구 신기록(1994년)
- 시즌 탈삼진률 10.99 프로 야구 신기록(1990년, 달성 당시)
- 6경기 연속 두 자릿수 탈삼진 프로 야구 신기록(1991년 4월 7일 ~ 5월 9일)
- 프로 야구 사상 최단 경기 통산 1000 탈삼진 달성
- 올스타전 출장 : 5회(1990년 ~ 1994년)

#### MLB
- 노히트 노런 : 2회(1996년, 2001년)
- MLB 올스타전 출장 : 1회(1995년) ※선발 투수.

### 등번호
- 11(1990년 ~ 1994년, 1999년, 2001년, 2005년)
- 16(1995년 ~ 1998년)
- 23(2000년)
- 10(2002년 ~ 2004년)
- 91(2008년)

### 연도별 투수 성적
| 연 도      | 소 속      | 등 판 | 선 발 | 완 투 | 완 봉 | 무 4 구 | 승 리 | 패 전 | 세 이 브 | 홀 드 | 승 률 | 타 자 | 이 닝  | 피 안 타 | 피 홈 런 | 볼 넷 | 고 4 | 몸 맞 | 탈 삼 진 | 폭 투 | 보 크 | 실 점 | 자 책 점 | 평 자 책 | W H I P |
| ---------- | ---------- | ----- | ----- | ----- | ----- | ------- | ----- | ----- | -------- | ----- | ----- | ----- | ------ | -------- | -------- | ----- | ---- | ----- | -------- | ----- | ----- | ----- | -------- | -------- | ------- |
| 1990년     | 긴테쓰     | 29    | 27    | 21    | 2     | 1       | 18    | 8     | 0        | --    | .692  | 975   | 235.0  | 167      | 18       | 109   | 2    | 4     | 287      | 12    | 0     | 87    | 76       | 2.91     | 1.17    |
| 1991년     | 긴테쓰     | 31    | 29    | 22    | 4     | 0       | 17    | 11    | 1        | --    | .607  | 1024  | 242.1  | 183      | 21       | 128   | 1    | 5     | 287      | 15    | 1     | 92    | 82       | 3.05     | 1.28    |
| 1992년     | 긴테쓰     | 30    | 29    | 17    | 5     | 1       | 18    | 8     | 0        | --    | .692  | 900   | 216.2  | 150      | 13       | 117   | 0    | 1     | 228      | 4     | 0     | 73    | 64       | 2.66     | 1.23    |
| 1993년     | 긴테쓰     | 32    | 32    | 14    | 2     | 0       | 17    | 12    | 0        | --    | .586  | 1064  | 243.1  | 201      | 22       | 148   | 1    | 7     | 276      | 13    | 1     | 106   | 100      | 3.70     | 1.43    |
| 1994년     | 긴테쓰     | 17    | 17    | 6     | 0     | 0       | 8     | 7     | 0        | --    | .533  | 512   | 114.0  | 96       | 9        | 86    | 0    | 2     | 126      | 7     | 0     | 55    | 46       | 3.63     | 1.60    |
| 1995년     | LAD        | 28    | 28    | 4     | 3     | 0       | 13    | 6     | 0        | --    | .684  | 780   | 191.1  | 124      | 14       | 78    | 2    | 5     | 236      | 19    | 5     | 63    | 54       | 2.54     | 1.06    |
| 1996년     | LAD        | 33    | 33    | 3     | 2     | 0       | 16    | 11    | 0        | --    | .593  | 932   | 228.1  | 180      | 23       | 85    | 6    | 2     | 234      | 11    | 3     | 93    | 81       | 3.19     | 1.16    |
| 1997년     | LAD        | 33    | 33    | 1     | 0     | 0       | 14    | 12    | 0        | --    | .538  | 904   | 207.1  | 193      | 23       | 92    | 2    | 9     | 233      | 10    | 4     | 104   | 98       | 4.25     | 1.37    |
| 1998년     | LAD        | 12    | 12    | 2     | 0     | 0       | 2     | 7     | 0        | --    | .222  | 295   | 67.2   | 57       | 8        | 38    | 0    | 3     | 73       | 4     | 1     | 39    | 38       | 5.05     | 1.40    |
| 1998년     | NYM        | 17    | 16    | 1     | 0     | 0       | 4     | 5     | 0        | --    | .444  | 392   | 89.2   | 73       | 11       | 56    | 2    | 1     | 94       | 9     | 3     | 49    | 48       | 4.82     | 1.44    |
| '98 소계   | NYM        | 29    | 28    | 3     | 0     | 0       | 6     | 12    | 0        | --    | .333  | 687   | 157.1  | 130      | 19       | 94    | 2    | 4     | 167      | 13    | 4     | 88    | 86       | 4.92     | 1.42    |
| 1999년     | MIL        | 28    | 28    | 0     | 0     | 0       | 12    | 8     | 0        | 0     | .600  | 767   | 176.1  | 173      | 27       | 78    | 2    | 3     | 161      | 10    | 1     | 96    | 89       | 4.54     | 1.42    |
| 2000년     | DET        | 32    | 31    | 1     | 0     | 0       | 8     | 12    | 0        | 0     | .400  | 828   | 190.0  | 191      | 31       | 89    | 1    | 3     | 181      | 16    | 0     | 102   | 100      | 4.74     | 1.47    |
| 2001년     | BOS        | 33    | 33    | 2     | 2     | 1       | 13    | 10    | 0        | 0     | .565  | 849   | 198.0  | 171      | 26       | 96    | 2    | 3     | 220      | 6     | 0     | 105   | 99       | 4.50     | 1.35    |
| 2002년     | LAD        | 34    | 34    | 0     | 0     | 0       | 16    | 6     | 0        | 0     | .727  | 926   | 220.1  | 189      | 26       | 101   | 5    | 2     | 193      | 6     | 0     | 92    | 83       | 3.39     | 1.32    |
| 2003년     | LAD        | 33    | 33    | 2     | 2     | 0       | 16    | 13    | 0        | 0     | .552  | 897   | 218.1  | 175      | 24       | 98    | 6    | 1     | 177      | 11    | 0     | 82    | 75       | 3.09     | 1.25    |
| 2004년     | LAD        | 18    | 18    | 0     | 0     | 0       | 4     | 11    | 0        | 0     | .267  | 393   | 84.0   | 105      | 19       | 42    | 1    | 4     | 54       | 3     | 0     | 77    | 77       | 8.25     | 1.75    |
| 2005년     | TB         | 19    | 19    | 0     | 0     | 0       | 5     | 8     | 0        | 0     | .385  | 472   | 100.2  | 127      | 16       | 51    | 2    | 2     | 59       | 3     | 0     | 82    | 81       | 7.24     | 1.77    |
| 2008년     | KC         | 3     | 0     | 0     | 0     | 0       | 0     | 0     | 0        | 0     | ----  | 27    | 4.1    | 10       | 3        | 4     | 0    | 0     | 3        | 1     | 0     | 9     | 9        | 18.69    | 3.23    |
| NPB : 5년  | NPB : 5년  | 139   | 134   | 80    | 13    | 2       | 78    | 46    | 1        | --    | .629  | 4475  | 1051.1 | 797      | 83       | 588   | 4    | 19    | 1204     | 51    | 2     | 413   | 368      | 3.15     | 1.32    |
| MLB : 12년 | MLB : 12년 | 323   | 318   | 16    | 9     | 1       | 123   | 109   | 0        | 0     | .530  | 8462  | 1976.1 | 1768     | 251      | 908   | 31   | 38    | 1918     | 109   | 17    | 993   | 932      | 4.24     | 1.35    |

- 굵은 글씨는 시즌 최고 성적.

## 같이 보기
- 사와무라 에이지상